# しゅんこう (巡視船)
「しゅんこう」（Shunkō）は、海上保安庁のヘリコプター2機搭載型巡視船。PLH-42の記号・番号を付されている。船名は春の季語の中から、春の光を意味する「春光」に由来する。建造費用は172億円。

## 船歴
2019年12月18日に就役する予定であったが、試運転時の不具合により延期となった。その後、2020年2月4日に竣工し、鹿児島海上保安部（第十管区）に配属された。

## 搭載機の変遷
| 機種     | 機番   | 愛称        | 搭載期間        | 備考 |
| -------- | ------ | ----------- | --------------- | ---- |
| EC.225LP | MH-693 | なべづる1号 | 2020年2月18日－ |      |
| EC.225LP | MH-694 | なべづる2号 | 2020年2月18日－ |      |